# Серова, Светлана Викторовна
Светла́на Ви́кторовна Серо́ва (бел. Святлана Віктараўна Сярова; род. 30 августа 1986, Шклов, Могилёвская область) — белорусская легкоатлетка, специалистка по метанию диска. Выступает за сборную Белоруссии по лёгкой атлетике с 2011 года, победительница и призёрка первенств национального значения, участница летних Олимпийских игр в Лондоне. Мастер спорта Республики Беларусь международного класса.

## Биография
Светлана Серова родилась 21 августа 1986 года в городе Шклове Могилёвской области Белорусской ССР.
Впервые заявила о себе в лёгкой атлетике на международном уровне в сезоне 2011 года, когда вошла в состав белорусской национальной сборной и выступила в Суперлиге командного чемпионата Европы в Стокгольме, где в зачёте метания диска с результатом 52,11 метра стала девятой.
Благодаря череде удачных выступлений удостоилась права защищать честь страны на летних Олимпийских играх 2012 года в Лондоне — на предварительном квалификационном этапе метнула диск на 56,70 метра и в финал не вышла.
После лондонской Олимпиады Серова осталась действующей спортсменкой и продолжила принимать участие в крупнейших легкоатлетических стартах. Так, в апреле 2013 года на соревнованиях в Бресте она установила свой личный рекорд в метании диска — 62,23 метра.
В 2017 году заняла 11-е место в Суперлиге командного чемпионата Европы в Лилле (50,98).
На чемпионате Белоруссии 2020 года в Минске с результатом 52,60 метра превзошла всех соперниц в метании диска и завоевала золотую медаль.
За выдающиеся спортивные достижения удостоена почётного звания «Мастер спорта Республики Беларусь международного класса».